# Musée provincial du Henan
Le musée provincial du Henan (chinois : 河南博物院 ; pinyin : Hénán Bówùyuàn) est un musée chinois, situé dans la ville de Zhengzhou, capitale de la province du Henan.
Créé en 1927 à Kaifeng sous l'autorité du général Feng Yuxiang, il a été transféré à Zhengzhou en 1967. Il est l'un des plus anciens musées de Chine. Le bâtiment actuel a été construit en 1998. Sa superficie est 21 000 mètres carrés, avec une surface d'exposition de 10 000 mètres carrés.

## Musique ancienne
Le musée abrite un orchestre de musique ancienne, l'Huaxia Ancient Music Orchestra. Ces musiciens professionnels jouent sur instruments de la Chine centrale, copies d'instruments découverts lors de fouilles et restaurés, notamment des carillons de bronze, de pierre ou de jade, et des flûtes.

## Collections

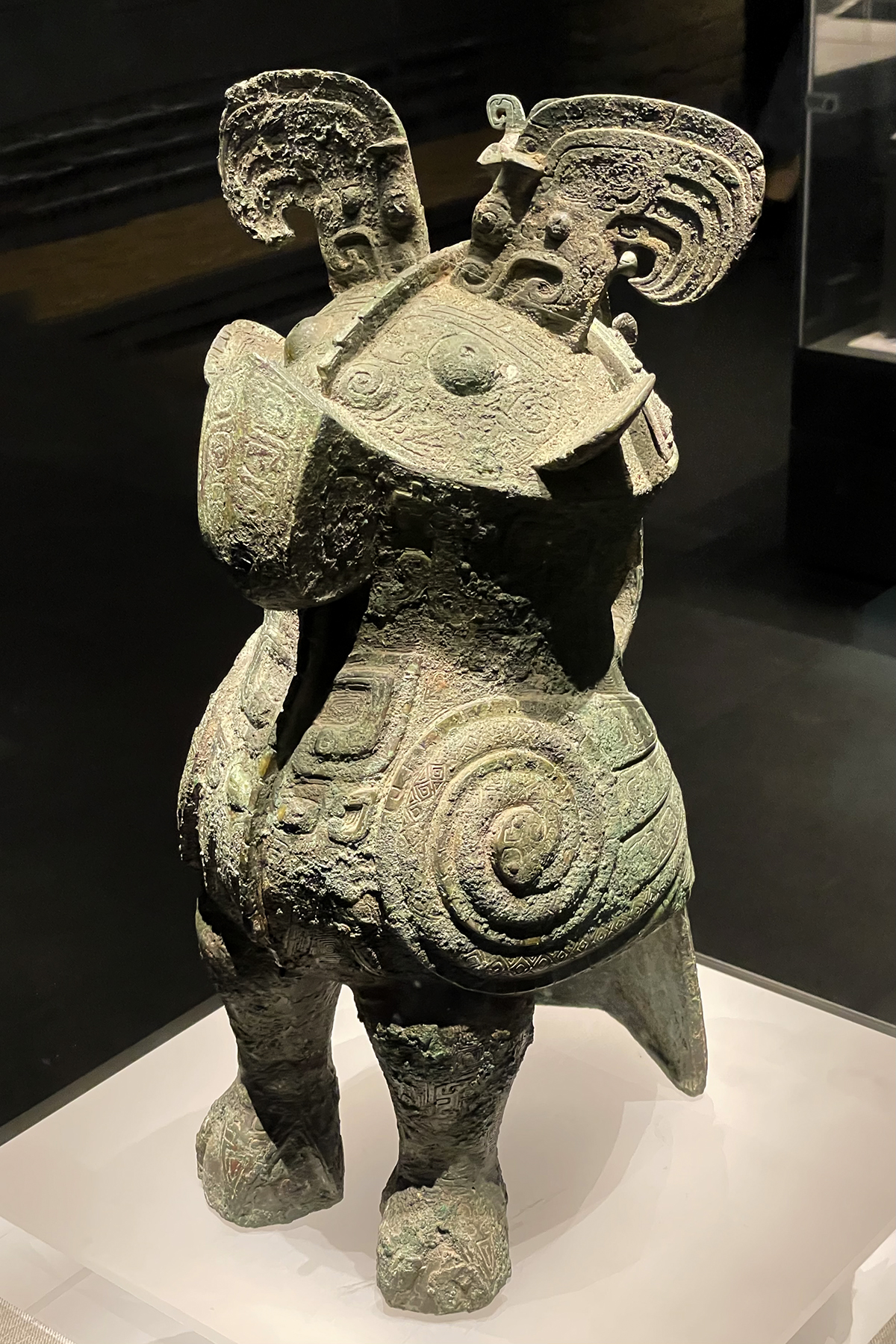
Chouette de Fu Hao, bronze,  dynastie Shang.